# Belén, Veracruz
Belén är en ort i Mexiko.   Den ligger i kommunen Álamo Temapache och delstaten Veracruz, i den sydöstra delen av landet, 230 km nordost om huvudstaden Mexico City. Belén ligger 15 meter över havet och antalet invånare är 409.
Terrängen runt Belén är huvudsakligen platt, men söderut är den kuperad. Runt Belén är det ganska tätbefolkat, med 65 invånare per kvadratkilometer. Närmaste större samhälle är Tuxpan de Rodríguez Cano, 16,0 km öster om Belén. Trakten runt Belén består till största delen av jordbruksmark.